# Korzeniówka Duża
Korzeniówka Duża is een plaats in het Poolse district  Siemiatycki, woiwodschap Podlachië. De plaats maakt deel uit van de gemeente Siemiatycze en telt 120 inwoners.